# خفاش أذني
خفاش أُذني (الاسم العلمي: Otonycteris)، جنس خفافيش من فصيلة خفافيش الليل. توجد أعضاء هذا الجنس في شمال أفريقيا وآسيا الوسطى. حتى وقت قريب ، كان يُعتقد أنه أصنوفة أحادية الطراز، ولكن في عام 2010، مُيز خفاش طويل الأذنين التركستاني عن الخفاش طويل الأذنين الصحراوية؛ في السابق، كانت تُعَرَّفَ جميع جمهرته على أنها خفافيش طويلة الأذن الصحراوية.
حاليًا ، يتكون من نوعين
- خفاش طويل الأذنين الصحراوي (Otonycteris hemprichii)
  - النويعات
    - Otonycteris hemprichii hemprichii:يوجد في شمال أفريقيا، المشرق (الشرق الأدنى)، والشرق الأوسط
    - Otonycteris hemprichii cinerea: يوجد في جبال إيران وعُمان
    - Otonycteris hemprichii jin: يوجد في الصحارى المنخفضة الارتفاع في شرق شبه الجزيرة العربية والجنوب الشرقي لإيران
- خفاش طويل الأذنين التركستاني (Otonycteris leucophaea)